# Warka
Warka is een stad in het Poolse woiwodschap Mazovië, gelegen in de powiat Grójecki. De oppervlakte bedraagt 25,78 km², het inwonertal 11.035 (2005).

## Verkeer en vervoer
- Station Warka